# Běhařov
Běhařov é uma comuna checa localizada na região de Plzeň, distrito de Klatovy.

## Galeria

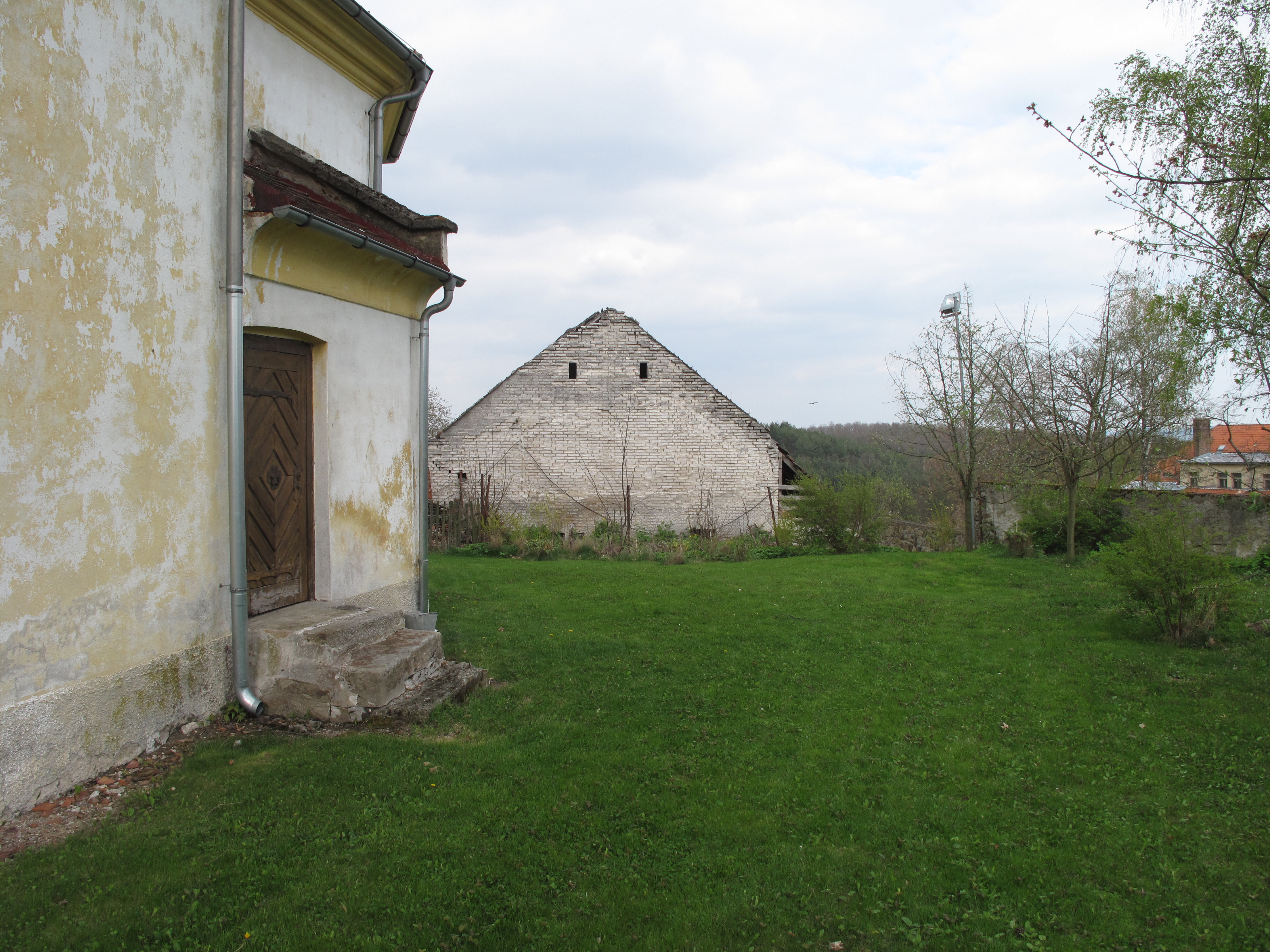
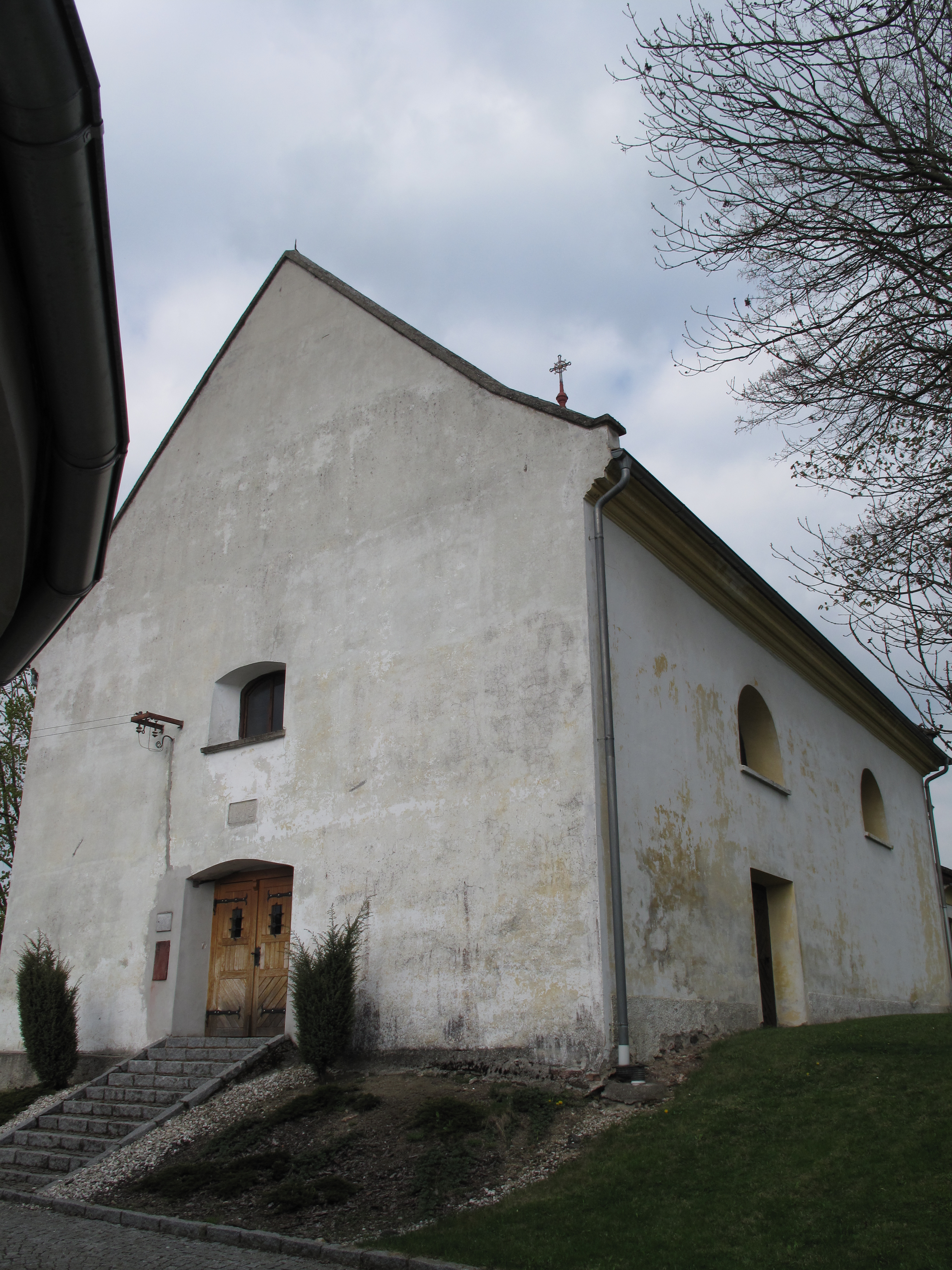
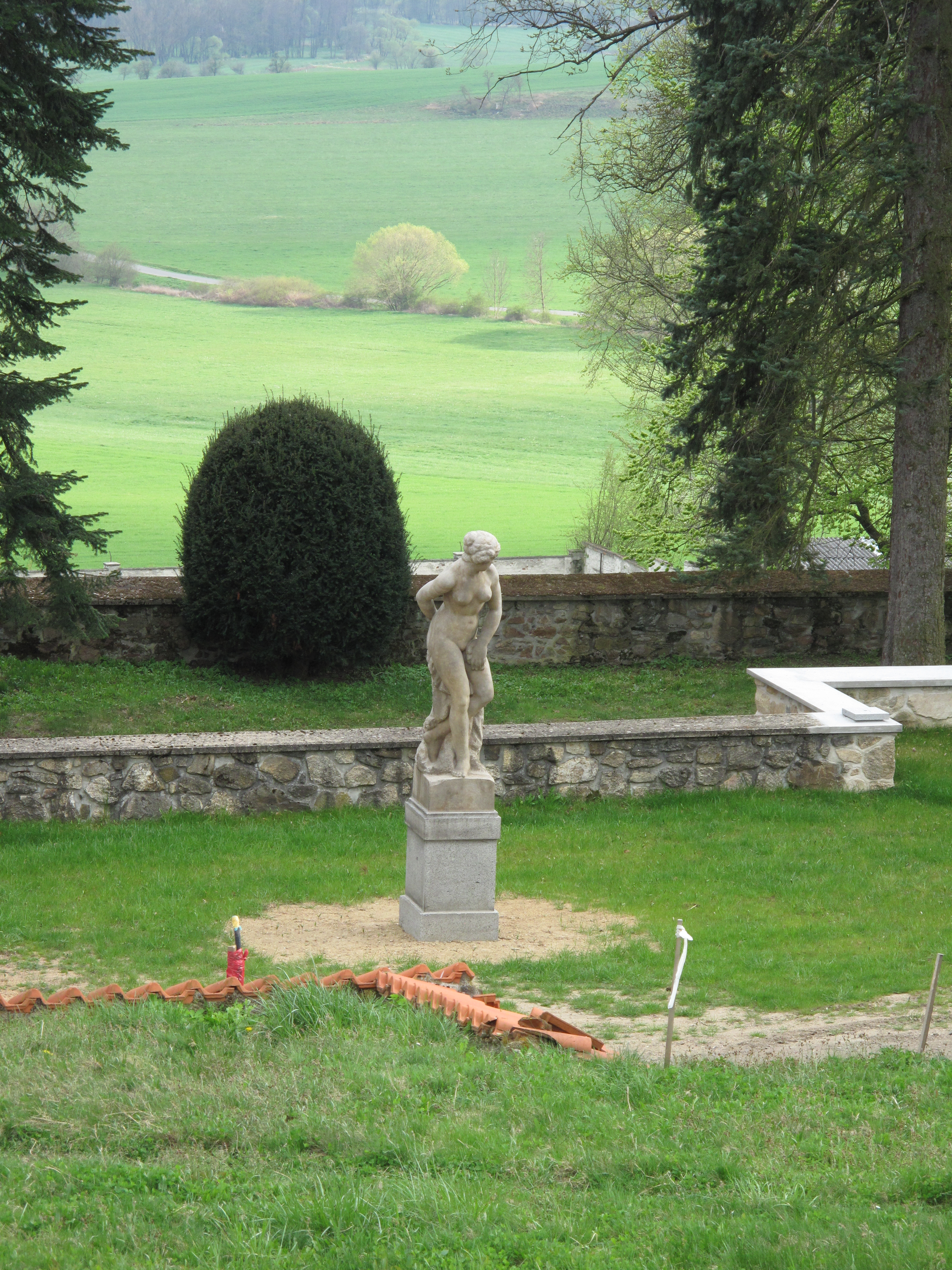